# الاتفاقية الإفريقية الأوراسية للحفاظ على الطيور المائية المهاجرة
الاتفاقية الإفريقية الأوراسية للحفاظ على الطيور المائية المهاجرة المعروفة اختصاراً بـ AEWA، هي معاهدة دولية مستقلة صُدّقَت تحت إشراف برنامج الأمم المتحدة للبيئة. المعاهدة مخصصة للحفاظ على الطيور المائية المهاجرة وموائلها في جميع أنحاء أفريقيا وأوروبا والشرق الأوسط وآسيا الوسطى وغرينلاند والأرخبيل الكندي وضعت في إطار اتفاقية الأنواع المهاجرة. وتتمحور الاتفاقية على أنواع الطيور التي تعتمد على الأراضي الرطبة على الأقل في جزء من دورة حياتها وتعبر الحدود الدولية في أنماط هجرتها. ويشمل ذلك على الأقل حوالي 254 نوعاً.